# عيسى بن مريم
ٱلْمَسِيْحُ عِيْسَىٰ ٱبْنُ مَرْيَمَ ويُعرف أيضًا باسم «عيسو» بالعبرية القديمة وبـ«يشوع» بالعبرية المعاصرة وبـ«يسوع» في العهد الجديد، هو رسول الله والمسيح في الإسلام، ويعتبر من أولي العزم من الرسل، أُرسل ليقود بني إسرائيل إلى كتاب مقدس جديد هو الإنجيل، ويُفضل المسلمون إضافة عبارة «عليه السلام» بعد اسمه ككل الأنبياء توقيراً لهم. والإيمان بعيسى كما كل الأنبياء والرسل ركن من أركان الإيمان، ولا يصح إسلام شخص بدونه. ذكر عيسى باسمه في القرآن 25 مرة. يذكر القرآن أن عيسى ولدته مريم بنت عمران، وتعتبر ولادته معجزة، حيث أنها حملت به وهي عذراء من دون تدخل إنسان، بأمر من الله. ليؤيد رسالته، كما أيده بمعجزات أخرى، كإحياء الموتى وإبراء الأكمه والأبرص بإذن الله. وحسب القرآن، فإن عيسى لم يُصلب، ولم يقتل بأي طريقة أخرى، بل رفعه الله إليه. كما أن عيسى مسلمٌ خاضع لأمر الله مثل كل الرسل في الإسلام، ونصح متبعيه أن يتبعوا الصراط المستقيم. ويرفض الإسلام فكرة الثالوث، كاعتقاد أن عيسى هو إله متجسد، أو ابن الله أو أنه صُلب أو قيامة يسوع. ويذكر القرآن أن عيسى نفسه لم يدّعِ هذه الأشياء، وأيضاً يشير إلى أن عيسى سينفي ادعاءه الألوهية يومَ القيامة. ويؤكد القرآن أن عيسى بشر فانٍ، مثل كل الأنبياء والرسل، وأنه اختير لينشر رسالة الله. وتحرم النصوص الإلهية إشراك الله مع غيره، وأن توحيد الله هو السبيل الوحيد للنجاة.
يُؤمن المسلمون بأن المسيح عيسى بن مريم هو رسول لبني إسرائيل فقط ليحل لهم بعض الذي حرم عليهم، وقد آمن برسالته الحواريون وهم طائفة من بني إسرائيل، وكفرت طائفة من بني إسرائيل، وقد أيده الله بمعجزات، فإن يكلّم الناس وهو رضيع، ويحيي الموتى بإذن الله، ويشفي الأكمه والأبرص بإذن الله، ويصنع من الطين على شكل الطير وينفخ به فيكون طيراً بإذن الله.
يؤمن اليهود بالمسيح (المخلص) آخرَ الزمان، وهو غير المسيح الذي يؤمن به المسيحيون، وكذلك بعض طوائف المسلمين مثل الشيعة يؤمنون بالمهدي آخر الزمان، وتتشابه فكرة المخلص-المسيح مع فكرة المهدي، ويعتقدون أن عيسى بن مريم سيعود للأرض آخر الزمان، وتكون مهمته الكبرى قتال المسيح الدجال (أو المسيخ الدجال).

## النسب
من وجهة نظر الدين الإسلامي ولد عيسى بلا أب، وأمّه مريم بنت عمران من آل عمران من بني إسرائيل، وقد عاشت أمه في منزل النبي زكريا.
﴿إِنَّ اللَّهَ اصْطَفَى آدَمَ وَنُوحًا وَآلَ إِبْرَاهِيمَ وَآلَ عِمْرَانَ عَلَى الْعَالَمِينَ ۝٣٣﴾.
يعتقد اليهود أن إيسو/يشوع (عيسى) وزكريا من ذرية النبي داود.

## صفات عيسى
استناداً إلى عدة أحاديث من النبي محمد ﷺ، يمكن وصف عيسى  خَلقياً كما رآه محمد ﷺ في مناسبات مختلفة كالحلم، وليلة الإسراء والمعراج، وفي وصفه له عند وصف قدومه الثاني:
- رجل قوي البنية طوله متوسط عريض الصدر.
- شعره باهت، مجعد، طويل يقع بين كتفيه.
- بشرته مشربة بالحمرة، أو بلون بني خفيف.
- أشبه الناس به عروة بن مسعود الثقفي.

## قصة عيسى في القرآن
ذكر القرآن قصة عيسى بادئاً بولادته، وتعبد أمه في معبد في القدس، عندما كانت تحت رعاية النبي زكريا، الذي كان أباً للنبي يحيى. ثم انتقل إلى قصة حمل مريم بعيسى، الذي اصطفاها الله على العالمين، لتحمل بعيسى وهي عذراء.

### البشارة
كانت مريم داخل المعبد، عندما زارها الملك جبريل الذي بشرها بولادة ابن مقدس. ذكر القرآن أن الله أرسل البشرى عبر جبريل إلى مريم، أن الله كرمها من بين جميع نساء العالم. أخبر جبريل أيضاً مريم أنها ستلد ابناً مقدساً، يُسمى عيسى، وأنه سيكون نبياً، وأن الله سينزل عليه الإنجيل. وأخبرها أن عيسى سيتكلم وهو طفلا وسيتكلم كهلا، وسيكون من الصالحين. عندما سمعت مريم هذه الأخبار، سألت جبريل مستغربة عن كيفية حملها وولادتها وهي لم يمسسها رجل بنكاح ولا سفاح، ﴿قَالَتْ رَبِّ أَنَّى يَكُونُ لِي وَلَدٌ وَلَمْ يَمْسَسْنِي بَشَرٌ قَالَ كَذَلِكِ اللَّهُ يَخْلُقُ مَا يَشَاءُ إِذَا قَضَى أَمْرًا فَإِنَّمَا يَقُولُ لَهُ كُنْ فَيَكُونُ ۝٤٧﴾ [آل عمران:47]. وذكر القرآن أن عيسى خُلق بأمر الله، وقارن خلقه بخلق آدم حيث خلق آدم من دون والدين، ولكن بأمره (كن فيكون). وكانت الإجابة نفسها إلى زكريا، كيف حملت امرأته إليصابات، وهي كبيرة في السن.

### الولادة
ذكر القرآن قصة معجزة الولادة العذرية لعيسى عدة مرات. ذكر القرآن أن مريم عندما كانت مسافرةً في صحراء بيت لحم، جاءها ألم المخاض. وأثناء آلامها وضعفها، فجر الله ماءً متدفقاً من الأرض تحت قدمها لكي تشرب. وكانت مريم أثناء مخاضها بالقرب من نخلة، فطُلب منها أن تهز جذع النخلة ليتساقط عليها الرطب وتأكل. بكت مريم من ألمها وتمسكت بالنخلة، حتى سمعت صوتاً من تحتها، فهم البعض أنه صوت عيسى الذي لايزال في رحمها، وقال آخرون أنه صوت الملك، يقول: ﴿فَنَادَاهَا مِنْ تَحْتِهَا أَلَّا تَحْزَنِي قَدْ جَعَلَ رَبُّكِ تَحْتَكِ سَرِيًّا ۝٢٤ وَهُزِّي إِلَيْكِ بِجِذْعِ النَّخْلَةِ تُسَاقِطْ عَلَيْكِ رُطَبًا جَنِيًّا ۝٢٥ فَكُلِي وَاشْرَبِي وَقَرِّي عَيْنًا فَإِمَّا تَرَيِنَّ مِنَ الْبَشَرِ أَحَدًا فَقُولِي إِنِّي نَذَرْتُ لِلرَّحْمَنِ صَوْمًا فَلَنْ أُكَلِّمَ الْيَوْمَ إِنْسِيًّا ۝٢٦﴾. ذلك اليوم، ولدت مريم في وسط الصحراء.
بعد أربعين يوماً، حملت مريم ابنها عيسى وعادت إلى الناس. أُمرت مريم أن لا تكلم الناس في ذلك اليوم، حيث سيجعل الله عيسى يتكلم، حيث يؤمن المسلمون أن عيسى فعلاً تكلم في المهد وكانت أول معجزة له. بعد ذلك، ذهبت مريم إلى المعبد وقد سخر منها رهبان المعابد الآخرون، لكن زكريا آمن بقصتها وأيدها. اتهم الرهبان مريم بأنها صارت امرأة فاسقة وأنها لمست رجلاً غريباً من دون زواج. أجابت مريم بالإشارة إلى ابنها وإخبارهم أن يكلموه. لكن الرهبان غضبوا لأنهم ظنوا أن مريم تستهزئ بهم بطلبها أن يكلموا الرضيع. حينها أنطق الله عيسى من المهد وتكلم عن نبوته قائلاً: ﴿قَالَ إِنِّي عَبْدُ اللَّهِ آتَانِيَ الْكِتَابَ وَجَعَلَنِي نَبِيًّا ۝٣٠ وَجَعَلَنِي مُبَارَكًا أَيْنَ مَا كُنْتُ وَأَوْصَانِي بِالصَّلَاةِ وَالزَّكَاةِ مَا دُمْتُ حَيًّا ۝٣١ وَبَرًّا بِوَالِدَتِي وَلَمْ يَجْعَلْنِي جَبَّارًا شَقِيًّا ۝٣٢ وَالسَّلَامُ عَلَيَّ يَوْمَ وُلِدْتُ وَيَوْمَ أَمُوتُ وَيَوْمَ أُبْعَثُ حَيًّا ۝٣٣﴾.

### الرسالة
حسب النصوص الإسلامية، اُختير عيسى لإيصال رسالة التوحيد والإيمان بالله والخضوع له لبني إسرائيل.

#### إنزال الكتب
يؤمن المسلمون أن الله أنزل على عيسى كتاباً مقدساً جديداً يُسمى الإنجيل، وأيضاً بالبحث عن الحقيقة في الكتب السابقة مثل التوراة والزبور. وتكلم القرآن عن الإنجيل بأنه يبعث في قلوب متبعيه التقوى والتواضع. لكن الرسالة الحقيقية في الإنجيل حُرفت وغُيرت مرات عديدة في مختلف الأزمان، قال الله تعالى في القرآن: ﴿نَزَّلَ عَلَيْكَ الْكِتَابَ بِالْحَقِّ مُصَدِّقًا لِمَا بَيْنَ يَدَيْهِ وَأَنْزَلَ التَّوْرَاةَ وَالْإِنْجِيلَ ۝٣﴾، وقال: ﴿وَقَفَّيْنَا عَلَى آثَارِهِمْ بِعِيسَى ابْنِ مَرْيَمَ مُصَدِّقًا لِمَا بَيْنَ يَدَيْهِ مِنَ التَّوْرَاةِ وَآتَيْنَاهُ الْإِنْجِيلَ فِيهِ هُدًى وَنُورٌ وَمُصَدِّقًا لِمَا بَيْنَ يَدَيْهِ مِنَ التَّوْرَاةِ وَهُدًى وَمَوْعِظَةً لِلْمُتَّقِينَ ۝٤٦ وَلْيَحْكُمْ أَهْلُ الْإِنْجِيلِ بِمَا أَنْزَلَ اللَّهُ فِيهِ وَمَنْ لَمْ يَحْكُمْ بِمَا أَنْزَلَ اللَّهُ فَأُولَئِكَ هُمُ الْفَاسِقُونَ ۝٤٧﴾ 

#### الحواريون
ذكر في القرآن أن الحواريين ساندوا عيسى برسالته. لم يذكر في القرآن أسماء الحواريين، ولكن ذكر نماذج من إيصال عيسى الرسالة لهم. وذكر في القرآن أن الحواريين آمنوا: ﴿يَا أَيُّهَا الَّذِينَ آمَنُوا كُونُوا أَنْصَارَ اللَّهِ كَمَا قَالَ عِيسَى ابْنُ مَرْيَمَ لِلْحَوَارِيِّينَ مَنْ أَنْصَارِي إِلَى اللَّهِ قَالَ الْحَوَارِيُّونَ نَحْنُ أَنْصَارُ اللَّهِ فَآمَنَتْ طَائِفَةٌ مِنْ بَنِي إِسْرَائِيلَ وَكَفَرَتْ طَائِفَةٌ فَأَيَّدْنَا الَّذِينَ آمَنُوا عَلَى عَدُوِّهِمْ فَأَصْبَحُوا ظَاهِرِينَ ۝١٤﴾. وقال كذلك: ﴿فَلَمَّا أَحَسَّ عِيسَى مِنْهُمُ الْكُفْرَ قَالَ مَنْ أَنْصَارِي إِلَى اللَّهِ قَالَ الْحَوَارِيُّونَ نَحْنُ أَنْصَارُ اللَّهِ آمَنَّا بِاللَّهِ وَاشْهَدْ بِأَنَّا مُسْلِمُونَ ۝٥٢ رَبَّنَا آمَنَّا بِمَا أَنْزَلْتَ وَاتَّبَعْنَا الرَّسُولَ فَاكْتُبْنَا مَعَ الشَّاهِدِينَ ۝٥٣﴾.
وأطول حكاية ذكرها الله عن الحواريين في القرآن، قصة طلب الحواريين أن تنزل عليهم مائدة من السماء، لإثبات أن عيسى فعلاً نبي وأنه يوصل الرسالة الحقيقية: ﴿إِذْ قَالَ الْحَوَارِيُّونَ يَا عِيسَى ابْنَ مَرْيَمَ هَلْ يَسْتَطِيعُ رَبُّكَ أَنْ يُنَزِّلَ عَلَيْنَا مَائِدَةً مِنَ السَّمَاءِ قَالَ اتَّقُوا اللَّهَ إِنْ كُنْتُمْ مُؤْمِنِينَ ۝١١٢ قَالُوا نُرِيدُ أَنْ نَأْكُلَ مِنْهَا وَتَطْمَئِنَّ قُلُوبُنَا وَنَعْلَمَ أَنْ قَدْ صَدَقْتَنَا وَنَكُونَ عَلَيْهَا مِنَ الشَّاهِدِينَ ۝١١٣ قَالَ عِيسَى ابْنُ مَرْيَمَ اللَّهُمَّ رَبَّنَا أَنْزِلْ عَلَيْنَا مَائِدَةً مِنَ السَّمَاءِ تَكُونُ لَنَا عِيدًا لِأَوَّلِنَا وَآخِرِنَا وَآيَةً مِنْكَ وَارْزُقْنَا وَأَنْتَ خَيْرُ الرَّازِقِينَ ۝١١٤ قَالَ اللَّهُ إِنِّي مُنَزِّلُهَا عَلَيْكُمْ فَمَنْ يَكْفُرْ بَعْدُ مِنْكُمْ فَإِنِّي أُعَذِّبُهُ عَذَابًا لَا أُعَذِّبُهُ أَحَدًا مِنَ الْعَالَمِينَ ۝١١٥﴾.

### الرفع
النصوص الإسلامية ترفض رفضاً قاطعاً فكرة الصلب أو الموت المنسوب للمسيح عيسى بن مريم في العهد الجديد. ذكر القرآن أن اليهود والرومان سعوا إلى قتل عيسى، لكنهم لم يصلبوه أو يقتلوه ولكن «شُبّه لهم». يؤمن المسلمون بأن عيسى لم يُصلب ولكن توفاه الله ورَفعه إليه، قال تعالى: ﴿وَقَوْلِهِمْ إِنَّا قَتَلْنَا الْمَسِيحَ عِيسَى ابْنَ مَرْيَمَ رَسُولَ اللَّهِ وَمَا قَتَلُوهُ وَمَا صَلَبُوهُ وَلَكِنْ شُبِّهَ لَهُمْ وَإِنَّ الَّذِينَ اخْتَلَفُوا فِيهِ لَفِي شَكٍّ مِنْهُ مَا لَهُمْ بِهِ مِنْ عِلْمٍ إِلَّا اتِّبَاعَ الظَّنِّ وَمَا قَتَلُوهُ يَقِينًا ۝١٥٧ بَلْ رَفَعَهُ اللَّهُ إِلَيْهِ وَكَانَ اللَّهُ عَزِيزًا حَكِيمًا ۝١٥٨﴾ 
مناقشة تفاسير العلماء الذين يرفضون الصلب، كتبت دائرة المعارف الإسلامية:

#### تفسيرات بديلة
يرى أغلب العلماء الغربيين واليهود والمسيحيين أن عيسى صلب، لكن المسلمين يرون أن عيسى توفاه الله ورفعه إليه دون أن يُقتل أو يُصلب، لكن بدا للذين كفروا من بني إسرائيل أنهم قتلوه.

#### قدومه مرة أخرى
يؤمن كل من اليهود والمسيحيين بفكرة المخلص أو المسيح آخر الزمان، وتتشابه هذه الشخصية مع المهدي لدى الشيعة، ويؤمن المسلمون الشيعة الاثنا عشرية بنزول عيسى بن مريم مرة أخرى للأرض قبل فترة قصيرة من يوم القيامة، لكن المسلمين الإباضية والزيدية والإسماعيلية يرفضون فكرة نزول عيسى إلى الأرض وشخصية المهدي والدجال، لأنها لم ترد في القرآن الكريم ويرفضون معظم روايات الملاحم والفتن آخر الزمان التي وردت في بعض الأحاديث.
﴿هَلْ يَنْظُرُونَ إِلَّا السَّاعَةَ أَنْ تَأْتِيَهُمْ بَغْتَةً وَهُمْ لَا يَشْعُرُونَ ۝٦٦﴾ 
حسب المعتقد الشيعي الاثنا عشري فإن نزول عيسى سيكون في نصف الحرب بين المهدي المنتظر والمسيح الدجال ومتبعيه. سينزل عيسى عند منارة بيضاء شرق دمشق، لابساً رداء أصفر ورأسه ممسوح بالزيت، ثم سينضم للمهدي في محاربة الدجال. سيكون عيسى مسلماً، ويلتزم بالتعاليم الإسلامية. أخيراً، سيقتل عيسى المسيح الدجال، وسيصبح كل أهل الكتاب مسلمين. هكذا ستكون الديانة الوحيدة هي الإسلام.
وفي صحيح البخاري عن أبي هريرة قال: قال رسول اللَّهِ ﷺ: «لا تقوم الساعة حتى ينزل فيكم ابن مريم حكماً مقسطاً، فيكسر الصليب، ويقتل الخنزير، ويضع الجزية، ويفيض المال حتى لا يقبله أحد».
بعد موت المهدي، سيتولى عيسى القيادة، وستحل العدالة والسلام. وتشير النصوص الإسلامية إلى ظهور قبيلة يأجوج ومأجوج في ذلك الوقت، وستعيث الفساد في الأرض. ثم سيستجيب الله لصلوات عيسى ودعائه، وسيقتلهم بإرسال نوع من الدود إلى مؤخر أعناقهم. ويدوم حكم عيسى على الأرض 40 سنة ثم يموت، ويصلي عليه المسلمون صلاة الجنازة ويدفنونه في المدينة المنورة بالقرب من النبي محمد والخليفة أبو بكر الصديق وعمر بن الخطاب.

## في الاعتقاد اليهودي
يؤمن اليهود بالمسيح ( الماشيح )، ويعتقدون أنه نبي وملك مستقبلي من ذرية النبي داود، وأنه سيحكم بني إسرائيل، لكنهم لا يعتبرون عيسى (يشوع/يسوع) في الديانة اليهودية كمسيح وشخصية مرسلة من قبل الله، وهو لدى أغلب الطوائف اليهودية ليس المسيح/الماشيح، ولا حتى نبي بوصفه لم يتمم النبؤات الكتابية حوله، وتعطي الكتب الدينية اليهودية معلومات كثيرة عن المسيح وعن صفاته، ويرفض اليهود فكرة عودة المسيح إلى الأرض، ويعتقدون أن المسيح سيأتي مرة واحدة فقط، وسيقوم بإعادة بناء معبد سليمان (מקדש שלמה). وترفض الطوائف اليهودية عقيدة الثالوث المسيحية. ولا يؤمن اليهود أن الله يتجسد في صورة إنسان، مع ذلك فجذور المسيحية تأتي من اليهودية، التي تتشارك معها في الإيمان بكتاب اليهودية المقدس «التوراة»، والإيمان في وجود إله خالق واحد، والإيمان بالمسيح كلمة الله، والصلاة، والقراءة من كتاب مقدس.

## في الاعتقاد المسيحي
في المسيحية، واعتمادًا على العهد الجديد، فعيسى أو يسوع هو المسيح الذي انتظره اليهود، وفيه تحققت نبوءات العهد القديم، وله عدد وافر من الألقاب، وهو معصوم، وكامل، والوحيد الذي لم يرتكب أي خطيئة، وقد ولد من عذراء بطريقة إعجازيّة، واجترح عجائب ومعجزات عديدة وقدم تعاليمًا صالحة لكل آن، لتمثّل حياته «إنجيل عمل» مُلهم لأتباعه، وأسس الكنيسة، ومات على الصليب تكفيرًا عن خطايا العالم، فكان مُحرر البشرية وبُشراها السارّة، ثم قام من بين الأموات ورفع إلى السماء، بعد أن وعد المؤمنين به أنه سيعود في آخر الزمان؛ ليكون بذلك كمال الإعتلان الإلهي للبشر، وختام رسالات السماء، مفتتحًا عهدًا جديدًا، بعد سلسلة من العهود السابقة، ليغدو بذلك طريقه، الوسيط الوحيد بين الله والإنسان؛ بعد مرحلة طويلة من الإعداد بدأت منذ آدم وإبراهيم. حسب النظرة اللاهوتيّة للمسيح، فإنه يمثل القدرة الإلهية في البشرية، فهو كلمة الله، الأزليّة، التي تدرعت بجسد من مريم، وبالتالي فهو مستحق العبادة.

## في الاعتقاد الإسلامي
وُصِف عيسى بأسماء كثيرة في القرآن، وأكثر اسم ظهر له هو ابن مريم، وأحياناً بأسماء أخرى. ذُكِر عيسى أيضاً في القرآن كنبي أو رسول الله. ومصطلحات مثل وجيه ومبارك وعبد الله كلها استخدمت في القرآن للإشارة إلى عيسى.
وتكرر كذلك اسم المسيح للإشارة إليه، غير أنه لا يطابق المفهوم المسيحي للمسيح، حيث أن الإسلام يعتبر جميع الرسل ومنهم عيسى فانون، ولا يشارك بالألوهية. يشرح المسلمون كلمة المسيح بأنه ممسوح بالزيت، أو لأنه يمسح على أعين العميان فيشفيهم. الآيات القرآنية تستعمل مصطلح «كلمة الله» والذي يشير إلى أن الله خلق عيسى بكلمة ملفوظة منه ﴿كن فيكون﴾ في اللحظة التي حملت مريم بعيسى.

### ثيولوجيا
يعتبر الإسلام عيسى بشراً ورجلا صالحا ورسول الله، ويرفضُ فكرة أن عيسى إله أو ابن إله. والإيمان بأن عيسى هو الله أو ابن الله يعتبر شركا في الإسلام، ورفض لوحدانية الله، وهي خطيئة لا تغتفر ما لم يتداركها بتوبة قبل مماته. ويمكن لكل الخطايا أن تغتفر بالتوبة، والخضوع لله (أي اعتناق الإسلام). قال تعالى: ﴿لَقَدْ كَفَرَ الَّذِينَ قَالُوا إِنَّ اللَّهَ هُوَ الْمَسِيحُ ابْنُ مَرْيَمَ قُلْ فَمَنْ يَمْلِكُ مِنَ اللَّهِ شَيْئًا إِنْ أَرَادَ أَنْ يُهْلِكَ الْمَسِيحَ ابْنَ مَرْيَمَ وَأُمَّهُ وَمَنْ فِي الْأَرْضِ جَمِيعًا وَلِلَّهِ مُلْكُ السَّمَاوَاتِ وَالْأَرْضِ وَمَا بَيْنَهُمَا يَخْلُقُ مَا يَشَاءُ وَاللَّهُ عَلَى كُلِّ شَيْءٍ قَدِيرٌ ۝١٧﴾  فمعتقد الثالوث المسيحي مرفوض في الإسلام. فالمسلم يؤمن أن عيسى بن مريم بشر ككل الأنبياء، يعبد الله وحده ويخضع لرسالته. وبهذا فإن عيسى مسلم (أي خاضع ومستسلم لرسالة الله) ككل الأنبياء في الإسلام.

### الإشارة إلى النبي محمد
يؤمن المسلمون بأن عيسى أشار إلى النبي محمد، وأعلن أن الرسالة آتية، ووضعوا هذه القاعدة استنادًا لآية قرآنية حيث يتحدث عيسى عن ﴿وَمُبَشِّرًا بِرَسُولٍ يَأْتِي مِنْ بَعْدِي اسْمُهُ أَحْمَدُ﴾. ربط الإسلام اسم أحمد بمحمد وكلا الاسمين مصدرهما من الجذر ح م د والذي يعني استحقاق المدح والثناء. ويؤكد المسلمون أن تصريح عيسى موجود في العهد الجديد، واضعين ذكر فارقليط (parakletos) أنه سيأتي متنبأً بهذا في إنجيل يوحنا. وادعى بعض المعلقين المسلمون أن الكلمة الأصلية لـفارقليط هي periklutos، وتعني الشهير أو اللامع أو المستحق الثناء، وهو اسم أحمد، ولهذا استبدل المسيحيون الاسم بـparakletos.

### محاولة قتله
ذُكر في الآيات القرآنية أن الذين كفروا من بني إسرائيل، مكروا ودبّروا مكيدة لقتل عيسى بن مريم، لكن قبل محاولتهم قتله توفاه الله ورفعه إليه، وبدا لهم أنهم قتلوه.
﴿وَقَوْلِهِمْ إِنَّا قَتَلْنَا الْمَسِيحَ عِيسَى ابْنَ مَرْيَمَ رَسُولَ اللَّهِ وَمَا قَتَلُوهُ وَمَا صَلَبُوهُ وَلَكِنْ شُبِّهَ لَهُمْ وَإِنَّ الَّذِينَ اخْتَلَفُوا فِيهِ لَفِي شَكٍّ مِنْهُ مَا لَهُمْ بِهِ مِنْ عِلْمٍ إِلَّا اتِّبَاعَ الظَّنِّ وَمَا قَتَلُوهُ يَقِينًا ۝١٥٧ بَلْ رَفَعَهُ اللَّهُ إِلَيْهِ وَكَانَ اللَّهُ عَزِيزًا حَكِيمًا ۝١٥٨ وَإِنْ مِنْ أَهْلِ الْكِتَابِ إِلَّا لَيُؤْمِنَنَّ بِهِ قَبْلَ مَوْتِهِ وَيَوْمَ الْقِيَامَةِ يَكُونُ عَلَيْهِمْ شَهِيدًا ۝١٥٩﴾ 
﴿فَلَمَّا أَحَسَّ عِيسَى مِنْهُمُ الْكُفْرَ قَالَ مَنْ أَنْصَارِي إِلَى اللَّهِ قَالَ الْحَوَارِيُّونَ نَحْنُ أَنْصَارُ اللَّهِ آمَنَّا بِاللَّهِ وَاشْهَدْ بِأَنَّا مُسْلِمُونَ ۝٥٢ رَبَّنَا آمَنَّا بِمَا أَنْزَلْتَ وَاتَّبَعْنَا الرَّسُولَ فَاكْتُبْنَا مَعَ الشَّاهِدِينَ ۝٥٣ وَمَكَرُوا وَمَكَرَ اللَّهُ وَاللَّهُ خَيْرُ الْمَاكِرِينَ ۝٥٤ إِذْ قَالَ اللَّهُ يَا عِيسَى إِنِّي مُتَوَفِّيكَ وَرَافِعُكَ إِلَيَّ وَمُطَهِّرُكَ مِنَ الَّذِينَ كَفَرُوا وَجَاعِلُ الَّذِينَ اتَّبَعُوكَ فَوْقَ الَّذِينَ كَفَرُوا إِلَى يَوْمِ الْقِيَامَةِ ثُمَّ إِلَيَّ مَرْجِعُكُمْ فَأَحْكُمُ بَيْنَكُمْ فِيمَا كُنْتُمْ فِيهِ تَخْتَلِفُونَ ۝٥٥ فَأَمَّا الَّذِينَ كَفَرُوا فَأُعَذِّبُهُمْ عَذَابًا شَدِيدًا فِي الدُّنْيَا وَالْآخِرَةِ وَمَا لَهُمْ مِنْ نَاصِرِينَ ۝٥٦﴾ 

### الوفاة
ذُكر في الآيات القرآنية أنّ الله توفى عيسى بن مريم ورفعه إليه، قال تعالى: ﴿إِذْ قَالَ اللَّهُ يَا عِيسَى إِنِّي مُتَوَفِّيكَ وَرَافِعُكَ إِلَيَّ وَمُطَهِّرُكَ مِنَ الَّذِينَ كَفَرُوا وَجَاعِلُ الَّذِينَ اتَّبَعُوكَ فَوْقَ الَّذِينَ كَفَرُوا إِلَى يَوْمِ الْقِيَامَةِ ثُمَّ إِلَيَّ مَرْجِعُكُمْ فَأَحْكُمُ بَيْنَكُمْ فِيمَا كُنْتُمْ فِيهِ تَخْتَلِفُونَ ۝٥٥﴾،  وقال: ﴿وَإِنْ مِنْ أَهْلِ الْكِتَابِ إِلَّا لَيُؤْمِنَنَّ بِهِ قَبْلَ مَوْتِهِ وَيَوْمَ الْقِيَامَةِ يَكُونُ عَلَيْهِمْ شَهِيدًا ۝١٥٩﴾ 
﴿إِنَّ مَثَلَ عِيسَى عِنْدَ اللَّهِ كَمَثَلِ آدَمَ خَلَقَهُ مِنْ تُرَابٍ ثُمَّ قَالَ لَهُ كُنْ فَيَكُونُ ۝٥٩﴾ 
تسليم عيسى على نفسه يوم ولد ويوم مات ويوم يبعث بعد موته يوم القيامة ﴿وَالسَّلَامُ عَلَيَّ يَوْمَ وُلِدْتُ وَيَوْمَ أَمُوتُ وَيَوْمَ أُبْعَثُ حَيًّا ۝٣٣﴾ 
مشهد من يوم القيامة ﴿وَإِذْ قَالَ اللَّهُ يَا عِيسَى ابْنَ مَرْيَمَ أَأَنْتَ قُلْتَ لِلنَّاسِ اتَّخِذُونِي وَأُمِّيَ إِلَهَيْنِ مِنْ دُونِ اللَّهِ قَالَ سُبْحَانَكَ مَا يَكُونُ لِي أَنْ أَقُولَ مَا لَيْسَ لِي بِحَقٍّ إِنْ كُنْتُ قُلْتُهُ فَقَدْ عَلِمْتَهُ تَعْلَمُ مَا فِي نَفْسِي وَلَا أَعْلَمُ مَا فِي نَفْسِكَ إِنَّكَ أَنْتَ عَلَّامُ الْغُيُوبِ ۝١١٦ مَا قُلْتُ لَهُمْ إِلَّا مَا أَمَرْتَنِي بِهِ أَنِ اعْبُدُوا اللَّهَ رَبِّي وَرَبَّكُمْ وَكُنْتُ عَلَيْهِمْ شَهِيدًا مَا دُمْتُ فِيهِمْ فَلَمَّا تَوَفَّيْتَنِي كُنْتَ أَنْتَ الرَّقِيبَ عَلَيْهِمْ وَأَنْتَ عَلَى كُلِّ شَيْءٍ شَهِيدٌ ۝١١٧﴾ 

## طالع أيضًا
- أولو العزم
- المسيح
- مريم بنت عمران
- زكريا
- يحيى بن زكريا

| عيسى بن مريم |                          |           |
| سبقه يحيى    | الأنبياء في الإسلام عيسى | تبعه محمد |